# Herzogliche Gruftkapelle (Meiningen)

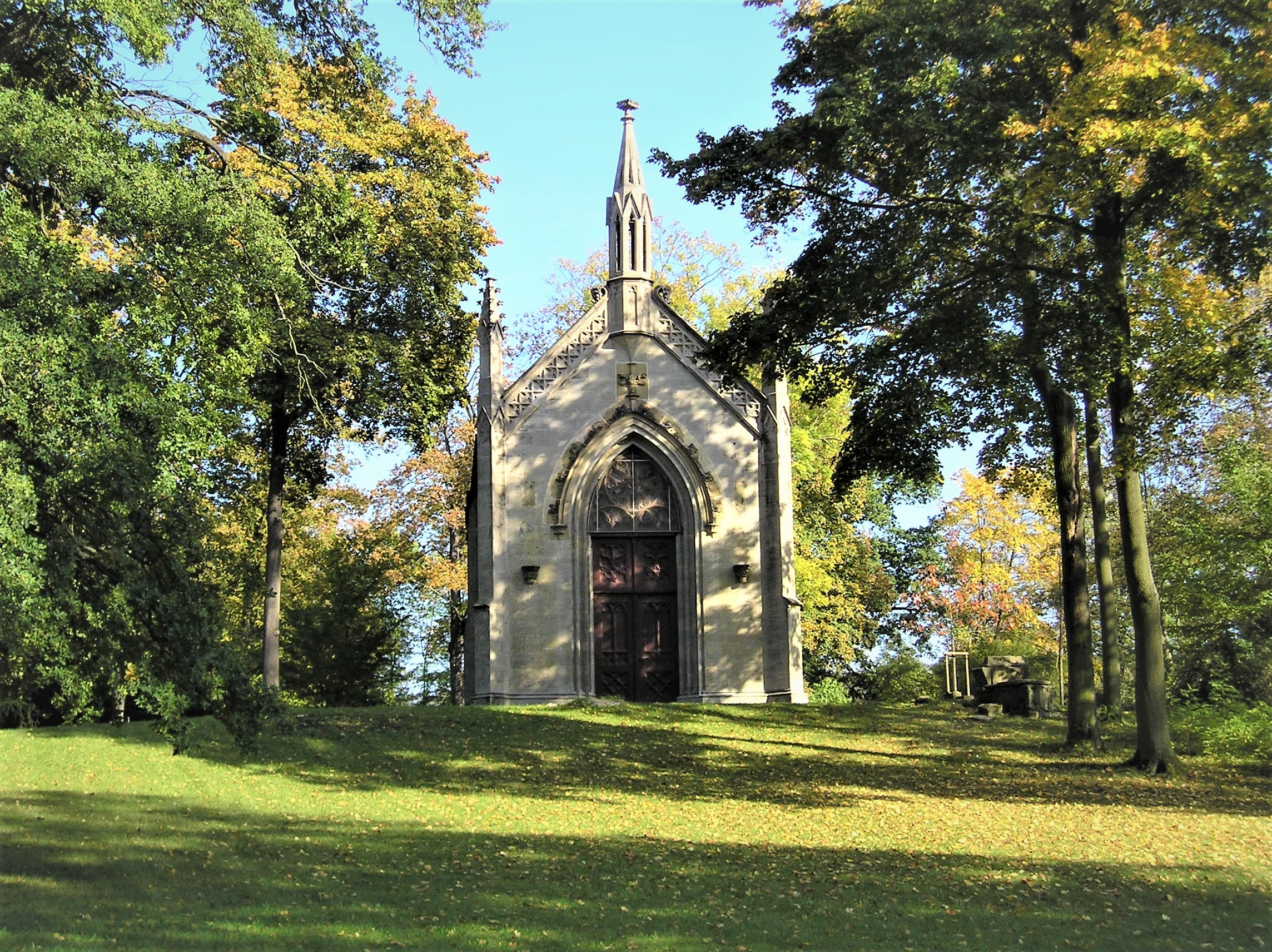
Herzogliche Gruftkapelle in Meiningen

Die Herzogliche Gruftkapelle in Meiningen war eine Grablege des Herzoghauses Sachsen-Meiningen. Das 1839 fertiggestellte neugotische Bauwerk steht unter Denkmalschutz.

## Lage
Die Gruftkapelle befindet sich als sehenswertes Kleinod auf einer Erhebung im Südteil des Englischen Gartens in einer Sichtachse zum Großen Palais nahe der historischen Altstadt.

## Geschichte
Die Herzogliche Gruftkapelle wurde von 1835 bis 1839 wegen Platzmangel in der Fürstengruft im Schloss Elisabethenburg am Ort der 1827 abgebrochenen Kirche St. Martin erbaut. Zu diesem Zweck erwarb Herzog Bernhard II. von der Stadt Meiningen das Grundstück der einstigen Gottesackerkirche. Architekt des neugotischen Bauwerks war August Wilhelm Döbner. Am Standort der Kapelle befand sich der ehemalige städtische Friedhof, der 1841 stillgelegt und gemeinsam mit der Kapelle in den Englischen Garten integriert wurde. Eine Vielzahl von Grabanlagen umgeben bis in die Gegenwart die Gruftkapelle. In der Gruft selbst fanden einige Mitglieder des Meininger Herzoghauses ihre letzte Ruhestätte. Darunter waren Herzogin Charlotte Amalie von Hessen-Philippsthal, Herzog Georg I. und seine Gemahlin Herzogin Louise Eleonore zu Hohenlohe-Langenburg sowie der Herzog Bernhard II. (1800–1882) und seine Ehefrau Herzogin Marie von Hessen-Kassel (1804–1888).
1977 plante die Meininger Kreisleitung des Kulturbundes, in die Gruftkapelle eine Kunstgalerie einzurichten. Am 11. November 1977 ließen somit die hiesigen Behörden unter Missachtung der Meininger Historie, pietätlos  und unter Missachtung der Vorgaben des Instituts für Denkmalpflege Erfurt alle Särge aus der Kapelle entfernen, einäschern und in anonymen Urnengräbern auf dem Parkfriedhof Meiningen in der Nachbarschaft der Grabanlage von Herzog Georg II. und Ellen Franz beisetzen. Die Kapelle wurde somit ihrer Funktion beraubt. Am 12. Juni 1998 veranlasste die Stadt Meiningen eine offizielle und würdige Urnenbeisetzung der geschändeten Personen nahe der Grabstelle des 1914 gefallenen Prinzen Friedrich von Sachsen-Meiningen.
Nach Entfernung der Särge erfolgte aber nicht die ursprünglich angedachte Nutzung und die Kapelle verfiel, bis 1982 erste Erhaltungsarbeiten stattfanden und von 1985 bis 1990 die erste Ausstellung „Zeugen der Stadtgeschichte“ stattfand. 1990/91 wurden das Dach und 1999/2000 die restliche Kapelle grundlegend saniert. Die Gruftkapelle dient heute als Ausstellungshalle mit der 2001 eröffneten und in den Sommermonaten zugänglichen Dauerausstellung „Geschichte des Parks und der Gruftkapelle“.

### Beisetzungen
- Herzog Georg I. (Sachsen-Meiningen) und Herzogin Charlotte Amalie von Hessen-Philippsthal, 27. September 1839 (Überführung).
- Herzogin Louise Eleonore zu Hohenlohe-Langenburg, 15. November 1839 (Überführung).
- Erbprinzessin Charlotte von Preußen und Prinz Georg Albrecht, 1855.
- Prinz Victor (Sohn von Georg II. und Feodora), 1865.
- Herzogin Feodora zu Hohenlohe-Langenburg, 1872.
- Herzog Bernhard II. (Sachsen-Meiningen), 1882.
- Herzogin Marie von Hessen-Kassel, 1888.
- Prinz Ernst (1895–1914), Sohn von Friedrich von Sachsen-Meiningen, 1914–1926.

## Bauwerk

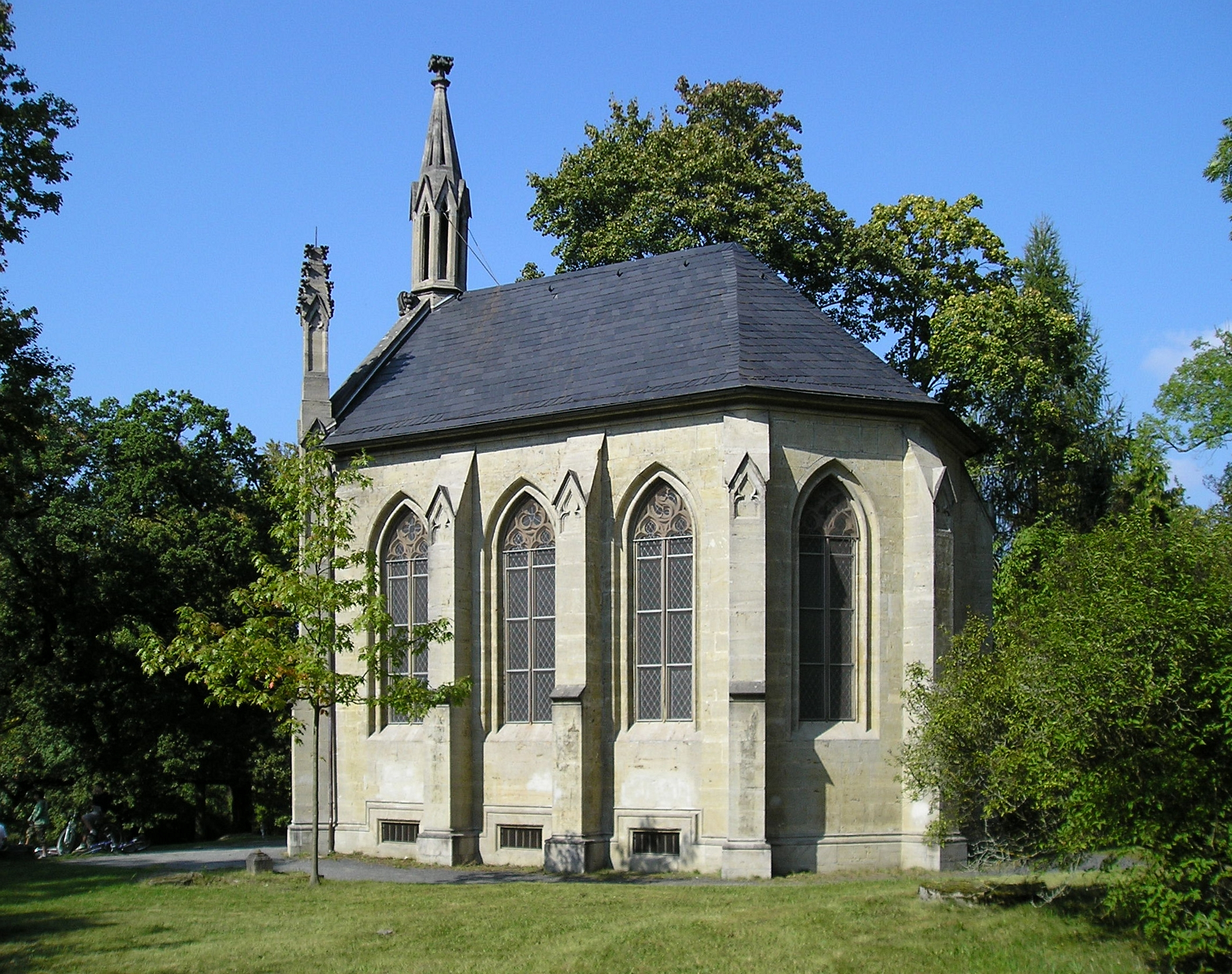
Die Gruftkapelle von Südost

Beschreibung: Die Grablege war in der im Kellergewölbe befindlichen Gruft untergebracht, die von einem Boden mit sechseckigen und quadratischen und mit Muster versehenen Steinen bedeckt ist. Darüber erhebt sich als Saalbau die aus Kalkstein erbaute und mit drei Jochen versehene Kapelle. Sie ist mit neun gotischen Fenstern, davon drei in einer kleinen Apsis, ausgestattet. Die mit Heiligen aus dem Neuen Testament gestalteten Farbglasfenster wurden im Zweiten Weltkrieg zerstört und durch einfache Glasfenster ersetzt. Auf der Westfassade sitzt ein Dachreiter mit Glocke. Dort befindet sich auch das rund sechs Meter hohe und zwei Meter breite gotische Portal mit einem zweiflügeligen Holztor, gekrönt von einer großen steinernen Rosette. Das Tor wurde einst flankiert von zwei fast mannshohen steinernen auf Konsolen stehenden und mit Baldachinen bedachten Engelsskulpturen. Die beiden Engelsfiguren wurden wegen schlechten Zustand 1999 zunächst gesichert und eingelagert. Die beiden Eckstrebepfeiler an der Westseite werden von Fialen gekrönt. Im Innern der Saalkirche befindet sich an der Ostseite ein steinerner neugotischer Altar, davor der Eingang in die Gruft, versehen mit einer Versenkungsvorrichtung für die Särge. Die Halle wird von einem Kreuzrippengewölbe überspannt an deren Schlusssteinen ein sächsisches Rautenwappen sowie 15 Wappen des Herzoghauses angebracht sind.